# Swink
Swink est une ville américaine située dans le comté d'Otero dans le Colorado.
La ville est nommée en l'honneur de George W. Swink (en), un homme politique local, qui fut notamment maire de Rocky Ford.
Selon le recensement de 2010, Swink compte 617 habitants. La municipalité s'étend sur 0,26 milles carrés (0,67 km2).

## Démographie
| 1910 | 1920 | 1930 | 1940 | 1950 | 1960 |
| ---- | ---- | ---- | ---- | ---- | ---- |
| 310  | 465  | 418  | 374  | 336  | 348  |

| 1970 | 1980 | 1990 | 2000 | 2010 | - |
| ---- | ---- | ---- | ---- | ---- | - |
| 381  | 668  | 584  | 696  | 617  | - |